# Carl Solomon
Carl Solomon (New York, 30 maart 1928 – aldaar, 26 februari 1993) was een Amerikaans schrijver van de Beat Generation. Solomons bekendste werk is Report from the Asylum: Afterthoughts of a Shock Patient, gepubliceerd onder het pseudoniem Carl Goy. Solomon wordt echter vooral herinnerd om zijn banden met Beat-dichters Allen Ginsberg en William S. Burroughs. Zo droeg Ginsberg Howl op aan Solomon, en moedigde Solomon Burroughs aan om zijn debuutroman Junkie uit te geven.
- Bibliothèque nationale de France: cb11925118t (data)
- Gemeinsame Normdatei: 1201392357
- International Standard Name Identifier: 0000 0000 8175 2570
- Library of Congress Control Number: n88109960
- SNAC: w68p7h6r
- Système universitaire de documentation: 027143163
- Virtual International Authority File: 109756058
- WorldCat: E39PBJrcmkWqDjXPV7V3Dfxbh3